# Трудовий сільський округ
Трудови́й сільський округ (каз. Трудовой ауылдық округі, рос. Трудовой сельский округ) — адміністративна одиниця у складі Осакаровського району Карагандинської області Казахстану. Адміністративний центр — село Трудове.
Населення — 822 особи (2021; 1016 у 2009, 1425 у 1999, 1733 у 1989).
Станом на 1989 рік існувала Трудова сільська рада (села Степне, Трудове) ліквідованого Молодіжного району.

## Склад
До складу округу входять такі населені пункти:
| Населений пункт | Населення, осіб (1989) | Населення, осіб (1999) | Населення, осіб (2009) | Населення, осіб (2021) |
| --------------- | ---------------------- | ---------------------- | ---------------------- | ---------------------- |
| Степне, село    | 554                    | 409                    | 255                    | 208                    |
| Трудове, село   | 1179                   | 1016                   | 761                    | 614                    |